# Messico in fiamme
Messico in fiamme (Meksika v ogne) è un film del 1982 diretto da Sergej Bondarčuk.

## Trama
Il film ripercorre il periodo vissuto in Messico dal giornalista comunista americano John Reed.

## Riconoscimenti
- 1982 - Festival internazionale del cinema di Karlovy Vary
  - Globo di Cristallo